# Yoshiyuki Tomino
Yoshiyuki Tomino (富野由悠季?, Tomino Yoshiyuki; Odawara, 5 novembre 1941) è uno scrittore, regista ed autore giapponese di anime.

## Biografia
Iniziò la sua carriera nel 1963, subito dopo la laurea, entrando nella Mushi Production di Osamu Tezuka, dove il suo primo lavoro fu di collaborare agli storyboard di Astro Boy. Sempre alla Mushi Productions collaborò agli storyboard di Heidi. Più tardi divenne uno dei membri più importanti dello studio di animazione Sunrise e ne diresse molti degli anime prodotti negli anni settanta e ottanta, prima di rallentare la sua attività. L'opera per cui è probabilmente più conosciuto è Mobile Suit Gundam (1979) con cui ha dato vita al genere dei real robot.
A causa di un lungo periodo di depressione molti dei finali delle sue prime opere, tra cui Zambot 3 (1977), Ideon (1980), Seisenshi Dunbine (1983) e Mobile Suit Z Gundam (1985), non sono finali positivi e vedono la morte di quasi tutto il cast di personaggi (protagonisti inclusi). Successivamente si rimise dalla depressione e i suoi lavori successivi, per esempio Turn A Gundam e Brain Powerd, sono decisamente più positivi.
Tra le sue opere più note c'è anche Daitarn 3 (1978).
Tomino ha infine spesso scritto anche le parole per le sigle delle sue serie, firmandole con lo pseudonimo Iogi Rin (井荻麟?). Con lo stesso pseudonimo ha collaborato con artisti come Yōko Kanno, Asei Kobayashi, MIO e Neil Sedaka.

### Anni '70
Tomino ha fatto il suo debutto alla regia nel 1973 con Toriton: questa serie anime, liberamente ispirata all'omonimo manga di Osamu Tezuka Blu Triton, ha immediatamente mostrato una prospettiva differente rispetto alla tradizionale "lotta del bene contro il male". Il personaggio principale Toriton, un bambino poco più che decenne, è l'ultimo superstite dei "tritoni", una tribù di Atlantide, continente che è stato interamente spazzato via dai cattivi "poseidons"; si capisce tuttavia abbastanza presto che la storia non è dopotutto così manicheisticamente in bianco e nero (da una parte tutti cattivi, dall'altra tutti buoni).
Nel 1975 Tomino ha lavorato a Yuusha Raideen, la sua prima opera di genere mecha e di cui ha diretto gli iniziali 26 episodi; la serie è stata famosa e influente per la sua rappresentazione innovativa di un gigantesco robot da combattimento di origini misteriose. Da allora in poi quella stessa idea ha continuato a ispirare molti altri autori tra cui Yutaka Izubuchi col suo RahXephon dei primi anni 2000.
Mentre molte delle serie dirette da Tomino lungo il corso della sua carriera contenevano un tono ottimista e positivo, in cui la maggior parte dei protagonisti sopravvivono, un certo numero di sue opere durante i primi anni di carriera (1973-1985) contengono un numero significativo di conclusioni di storie in cui i personaggi protagonisti muoiono.
Nel 1977 ha diretto Zambot 3: qui nella puntata finale un gran numero di personaggi si immolano per sconfiggere gli avversari; sacrificano la loro vita per la salvezza del mondo. All'epoca venne soprannominato "Tomino il macellaio" (皆殺しの富野?, Minagoroshi no Tomino), per l'alto numero di morti tra i protagonisti delle sue opere.
Nel 1978 crea, scrive e dirige la famosa serie Daitarn 3, che presenta diversi spunti di originalità nel genere mecha/Super Robot.
Nel 1979 scrive la sceneggiatura e dirige Mobile Suit Gundam, opera molto influente nella successiva trasformazione dal genere "super robot meccanico" di tipo spaziale a quello ampiamente spiegabile con l'ausilio di meccanismi terrestri (definito genere Real Robot: "Col suo approccio realistico, Gundam ha cambiato il volto dell'anime mecha".
In un'intervista lo stesso autore discute di quello che stava cercando di realizzare con Gundam: "Volevo avere una serie di robot più realistici, a differenza del mecha tradizionale, ove tutto è basato su possibilità reali... Il concetto di base è stato quello di creare fatti possibili". M.S. Gundam è stata seguita da numerosi sequel e spin-off, diventando una delle opere più longeve ed influenti, oltre che una delle più popolari, tanto da essere scelta come numero 1 nella Top100 indetta da TV Asahi nel 2005.

### Anni '80
Nel 1980 dirige Densetsu kyojin Ideon, seguita da due versioni cinematografiche conclusiva due anni dopo: anche qui si ha un finale quantomai sanguinolento, non solamente con la stragrande maggioranza dei personaggi che muoiono (anche se poi alcuni di loro vengono successivamente riportati in vita in forma spirituale e fatti viaggiare verso un lontano pianeta in cui poter rinascere), ma perfino gli stessi pianeti in cui vivono sia gli eroi che gli antagonisti finiscono per venire completamente distrutti.
La serie immediatamente successiva a questa, Sentō Meka Xabungle, conteneva tuttavia dei temi molto più spensierati ed allegri e con la maggioranza dei personaggi che sopravvivono, questo in netto contrasto con Ideon. Nel 1983 con Seisenshi Dunbine Tomino torna decisamente alle trame cupe e sanguinose, col finale che vede la morte di un gran numero di personaggi.
Nel 1984 è la volta di Jūsenki L-Gaim, serie in cui nuovamente gli eroi riescono a sopravvivere. Nel 1985 Tomino dirige il primo sequel di Gundam intitolato Mobile Suit Z Gundam; questa serie mette ancora una volta in evidenza le predisposizioni da "killer" dell'autore, in particolare durante gli ultimi episodi.
Le serie seguenti della saga di Gundam invece creano un'atmosfera più ottimista e con una vena anche comica a volte, rispetto ai temi più cupi delle opere precedenti. Nel 1988 con il film Mobile Suit Gundam: Il contrattacco di Char fornisce una prima conclusione alla saga iniziata nel 1979, nuovamente con la maggioranza dei personaggi che finisce morta ammazzata.

### Anni '90 e 2000
Tomino avrebbe diretto poi nel 1991 un ulteriore film dedicato a Gundam dal titolo Mobile Suit Gundam F91: qui la trama si svolge trent'anni dopo Il contrattacco di Char e dirige la saga in una nuova direzione, con un nuovo cast di personaggi. Nel 1993 vede la luce Kidō Senshi Victory Gundam; qui si torna ad una caratterizzazione della trama che vede la morte d'un gran numero di protagonisti: questa tuttavia doveva essere l'ultima serie in cui ciò accadeva.
Nel 1996 ha sceneggiato e diretto l'OAV in tre episodi intitolato Garzey no tsubasa e nel 1998 Brain Powerd. Nel 1999 ritorna a Gundam con Turn A Gundam e nel 2002 ha diretto i due film che seguono la serie; nello stesso anno da diretto Overman King Gainer, infine nel 2005 ha diretto i tre film che riassumono gli avvenimenti di Mobile Suit Z Gundam del 1985.
Il suo ultimo lavoro è stato l'OAV in sei episodi intitolato Wings of Rean.

## Opere principali

### Anime
- Astro Boy (1963 - sceneggiatura e storyboard)
- La principessa Zaffiro - storyboard
- Tommy, la stella dei Giants - storyboard
- Dororo - storyboard
- Moomin - storyboard
- Mimì e la nazionale di pallavolo - storyboard
- Rocky Joe - storyboard
- Jane e Micci (さすらいの太陽,?, Sasurai no Taiyō, "Sole vagabondo") (1971 - storyboard)
- Toriton (海のトリトン,?, Umi no Triton,, "Triton del mare") (1972 - regista)
- Samurai Giants (1973 - storyboard)
- La banda dei ranocchi (けろっこデメタン,?, Kerokko Demetan,, "Il ranocchio Demetan") (1973 - regista)
- Kyashan il ragazzo androide (1973 - storyboard e regia parziale)
- Star Blazers (Uchū senkan Yamato), storyboard
- Heidi - storyboard
- Vicky il vichingo - storyboard
- Hurricane Polimar - storyboard
- Il Tulipano Nero (ラ・セーヌの星,?, La Seine no Hoshi, "La stella della Senna") (1975 - regista)
- Marco - storyboard
- Pepero (1975 - direttore di produzione ep20; 23; 25)
- Il prode Raideen (勇者ライディーン,? "Il valoroso Raideen") (1975 - regista, primi 26 episodi)
- Rascal, il mio amico orsetto - storyboard
- Vultus 5 (超電磁マシーン ボルテスＶ,?, Chō Denji Machine Voltes V, "Macchina super elettromagnetica Voltes V") (1977 - produttore)
- Zambot 3 (無敵超人ザンボット3,?, Muteki Chōjin Zanbot 3, "Invincibile superuomo Zanbot 3") (1977 - sceneggiatore, regista)
- Daitarn 3 (無敵鋼人ダイターン3,?, Muteki Kojin Daitarn 3, "Invincibile uomo d'acciaio Daitarn 3") (1978 - sceneggiatore, regista)
- Mobile Suit Gundam (機動戦士ガンダム,?, Kidō Senshi Gundam, "Il guerriero dall'armatura mobile Gundam") (1979 - sceneggiatore, regista)
- Densetsu kyojin Ideon (伝説巨神イデオン,? "Il leggendario Dio gigante Ideon") (1980 - sceneggiatore, regista)
- Sentō Meka Xabungle (戦闘メカ ザブングル ,? "Mecha da combattimento Xabungle") (1982 - sceneggiatore, regista)
- Seisenshi Dunbine, (聖戦士ダンバイン,? "Il guerriero sacro Dunbine") (1983 - sceneggiatore, regista)
- Jūsenki L-Gaim (重戦機エルガイム,? "Macchina da combattimento pesante L-Gaim") (1984 - regista)
- Mobile Suit Z Gundam (機動戦士Ｚガンダム,?, Kidō Senshi Z Gandamu) (1985 - sceneggiatore, regista)
- Kidō Senshi Gundam ZZ (機動戦士ガンダムＺＺ,? "Mobile Suit Gundam ZZ") (1986 - sceneggiatore, regista)
- Kidō Senshi Gundam: Gyakushu no Char (機動戦士ガンダム 逆襲のシャア,? "Mobile Suit Gundam: Il contrattacco di Char") (1988 - sceneggiatore, regista)
- Kidō Senshi Gundam F91 (機動戦士ガンダムＦ91,? "Mobile Suit Gundam F91") (1991 - sceneggiatore, regista)
- Kidō Senshi Victory Gundam (機動戦士Vガンダム,? "Mobile Suit Victory Gundam") (1993 - sceneggiatore, regista)
- Garzey no tsubasa (バイストン・ウェル物語 ガーゼィの翼,? "Le ali di Garzey") (1996 - sceneggiatore, regista)
- Brain Powerd (ブレンパワード,?, Buren Pawādo) (1998 - sceneggiatore, regista)
- Turn A Gundam (∀ガンダム,?, Tān Ei Gandamu) (1999 - sceneggiatore, regista)
- Overman King Gainer (オーバーマンキングゲイナー?) (2002 - regista)
- Wings of Rean (リーンの翼,?, Rean no tsubasa, "Le ali di Rean") (2005 - sceneggiatore, regista)
- Gundam Reconguista in G ( ガンダム Gのレコンギスタ Gandamu G no Rekongisuta (2014)

### Testi di canzoni (con lo pseudonimo Rin Iogi)
Mobile Suit Gundam
- Tobe! Gundamu ("Vola! Gundam") di Koh Ikeda (sigla iniziale)
- Eien ni Amuro ("Per sempre Amuro") di Koh Ikeda (sigla di chiusura)
- Char is Coming di Koichiro Hori
- Shining Lalah di Keiko Toda
- Ima Wa O-Yasumi di Keiko Toda
- Kaze ni Hitori de ("Solo nel vento") di Inoue Daisuke (canzone nel secondo film)
- Ai Senshi ("Soldati del rimpianto") di Inoue Daisuke (sigla finale del secondo film)
- Beginning di Inoue Daisuke (insert song del terzo film)
- Meguriai ("Incontri") di Inoue Daisuke (scritta in collaborazione con Maso Urino) (sigla finale del terzo film)

Seisenshi Dunbine
- Dunbine Tobu ("Dunbine volante") di MIO (sigla iniziale)

Jūsenki L-Gaim
- Time for L-Gaim di MIO (sigla iniziale)

Mobile Suit Z Gundam
- Zeta - Toki o Koete ("Zeta - Tempi trascendenti") di Maya Arukawa, composta da Neil Sedaka (Prima sigla iniziale)

Mobile Suit Gundam ZZ
- The 1000-year-old Galaxy di Jun Hiroe (seconda sigla finale)

Mobile Suit Gundam F91
- Eternal Wind di Hiroko Moriguchi (sigla finale)

Mobile Suit Victory Gundam
- "Stand up to Victory" (prima sigla iniziale)

Brain Powerd, composta da Yōko Kanno
- Ai no FIELD di Kokkia (prima sigla finale)

Turn A Gundam, composta da Yōko Kanno
- Turn A Turn di Hideki Saijou, composta da Asei Kobayashi (prima sigla iniziale)
- Century Color di RAYS-GUNS (scritta in collaborazione con You-mu Hamaguchi) (seconda sigla iniziale)
- Ojousan Naishobanashi desu ("This is a private conversation, miss") di Hideki Saijou
- Tsuki no Tama ("Spirito della luna") di RRET Team
- Tsuki no Mayu ("Il bozzolo della luna") di Aki Okui (seconda sigla finale)

Overman King Gainer
- King Gainer - Over! di Yoshiki Fukuyama (sigla iniziale)